# Nihoa annulata
Nihoa annulata är en spindelart som först beskrevs av Kulczynski 1908.  Nihoa annulata ingår i släktet Nihoa och familjen Barychelidae. Inga underarter finns listade i Catalogue of Life.